# Ябланица (село, Болгария)
Ябланица (болг. Ябланица) — село в Болгарии. Находится в Софийской области, входит в общину Своге. Население составляет 83 человека (2022).